# Nagyfiúk
A Nagyfiúk (eredeti cím: Grown Ups) 2010-ben bemutatott amerikai filmvígjáték, melyet Adam Sandler és Fred Wolf forgatókönyvéből Dennis Dugan rendezett. A főbb szerepekben Adam Sandler, Kevin James, Chris Rock, David Spade, Rob Schneider, Salma Hayek, Maria Bello és Maya Rudolph látható. A történet főhőse öt egykori barát, akik három évtized elmúltával középiskolai kosárlabda-edzőjük temetésén találkoznak újra.
A filmet Sandler Happy Madison Productions filmprodukciós cége készítette el és a Columbia Pictures forgalmazásában mutatták be. Az Amerikai Egyesült Államokban 2010. június 25-én került a mozikba. Bár a kritikusok negatívan fogadták, bevételi szempontból jól teljesített. 2012-ben jelent meg a folytatása Nagyfiúk 2. címmel.

## Cselekmény
Az öt egykori jó barát (Adam Sandler, Kevin James, Chris Rock, David Spade és Rob Schneider) 30 év után kedvenc kosárlabda-edzőjük (Blake Clark) temetésén találkozik újra, s ha már így együtt vannak, együtt is maradnak egy hétvégére. Méghozzá edzőjük tóparti házban, ahova feleségeik (Salma Hayek, Maria Bello, Maya Rudolph) és gyerekeik is elkísérik őket.
A csapat most is a régi formáját hozza: a bulizás, egymás ugratása együtt a legjobb, hiszen a kor amúgy sem számít, ha egy kis bolondozásról van szó. Megpróbálják bebizonyítani gyerekeiknek, hogy szórakozni régimódon is lehet.

## Szereplők
| Színész               | Szerep                        | Magyar hang         |
| --------------------- | ----------------------------- | ------------------- |
| Adam Sandler          | Lenny Feder                   | Csőre Gábor         |
| Chris Rock            | Kurt McKenzie                 | Kálloy Molnár Péter |
| Kevin James           | Eric Lamonsoff                | Holl Nándor         |
| David Spade           | Marcus Higgins                | Rajkai Zoltán       |
| Rob Schneider         | Rob Hilliard                  | Józsa Imre          |
| Salma Hayek           | Roxanne Chase-Feder           | Gubás Gabi          |
| Maria Bello           | Sally Lamonsoff               | Bertalan Ágnes      |
| Maya Rudolph          | Deanne McKenzie               | Söptei Andrea       |
| Joyce Van Patten      | Gloria                        | Zsurzs Kati         |
| Ebony Jo-Ann          | Ronzoni mama                  | Felföldi Anikó      |
| Di Quon               | Rita                          | Törtei Tünde        |
| Steve Buscemi         | Wiley                         | Epres Attila        |
| Colin Quinn           | Dickie Bailey                 | Csankó Zoltán       |
| Tim Meadows           | Malcolm                       | Jakab Csaba         |
| Madison Riley         | Jasmine Hilliard              | Peller Mariann      |
| Jamie Chung           | Amber Hilliard                | Bogdányi Titanilla  |
| Ashley Loren          | Bridget Hilliard              | Stefanovics Angéla  |
| Jake Goldberg         | Greg Feder                    | Glósz András        |
| Cameron Boyce         | Keithie Feder                 | Bogdán Gergő        |
| Alexys Nycole Sanchez | Becky Feder                   | Koller Virág        |
| Ada-Nicole Sanger     | Donna Lamonsoff               | Hermann Lilla       |
| Frank Gingerich       | Bean Lamonsoff                | Czető Ádám          |
| China Anne McClain    | Charlotte McKenzie            | Győriványi Laura    |
| Nadji Jeter           | André McKenzie                | Ducsai Ábel         |
| Dan Patrick           | Norby, felügyelő a csúszdánál | Forgács Gábor       |
| Blake Clark           | Bobby 'Duda' Ferdinando       | Harsányi Gábor      |
| Alec Musser           | Szépfiú a víziparkban         | Welker Gábor        |
| Jonathan Loughran     | Robideaux                     | Schneider Zoltán    |
| Richie Minervini      | Tardio                        | Faragó András       |
| Kevin Grady           | Muzby                         | Konrád Antal        |
| Jackie Sandler        | Tardio felesége               | Szilágyi Zsuzsa     |

## Fordítás
- Ez a szócikk részben vagy egészben  a   Grown Ups (film) című angol Wikipédia-szócikk fordításán alapul.  Az eredeti cikk szerkesztőit annak laptörténete sorolja fel. Ez a jelzés csupán a megfogalmazás eredetét és a szerzői jogokat jelzi, nem szolgál a cikkben szereplő információk forrásmegjelöléseként.